# Lorenzo Fontana
Lorenzo Fontana (Verona, 10 april 1980) is een Italiaans politicus voor Lega Nord. Hij is sinds 1 juni 2018 minister voor Familiezaken en Handicap in het kabinet-Conte. Van 29 maart 2018 tot 1 juni 2018 was hij kortstondig ondervoorzitter van de Italiaanse Kamer van Afgevaardigden en van 14 juli 2009 tot 22 maart 2018 vertegenwoordigde hij het district Noordoost-Italië in het Europees Parlement.
Fontana werd op zijn zestiende lid van Lega Nord en vervulde enkele functies binnen de jongerenorganisatie van de partij. Hij studeerde politieke wetenschappen aan de Universiteit van Padua en geschiedenis aan de Europese universiteit van Rome. In 2002 werd Fontana raadslid van het derde district van zijn geboortestad Verona, om in 2007 lid te worden van de gemeenteraad.
Lorenzo Fontana werd bij de verkiezingen van 2009 verkozen tot lid van het Europees Parlement namens Lega Nord. De delegatie sloot zich aan bij de fractie van Nigel Farage (Europa van Vrijheid en Democratie), en Fontana werd lid van de commissie landbouw en plattelandsontwikkeling en de delegaties voor de betrekkingen met de Masjraklanden en voor de betrekkingen met Afghanistan. In 2011 en 2012 werd hij lid van respectievelijk de commissie industrie, onderzoek en energie en de commissie cultuur en onderwijs. Tussen 31 januari 2012 en 30 juni 2014 was hij tevens ondervoorzitter van laatstgenoemde commissie. Bij de verkiezingen van 2014 stond Fontana op de lijst van Lega Nord, maar de partij wist onvoldoende zetels te halen. Op 11 juli 2014 kon hij echter alsnog een zetel nemen, omdat het lidmaatschap van partijgenoot Flavio Tosi onverenigbaar werd verklaard met het burgemeesterschap van Verona. Fontana was lid van de delegatie voor de betrekkingen met Irak.
Bij de Italiaanse parlementsverkiezingen van 2018 werd Fontana gekozen als lid van de Kamer van Afgevaardigden voor het district Veneto 2. Hij werd op 29 maart 2018 ondervoorzitter van de Kamer en trad op 1 juni 2018 toe tot het kabinet-Conte als minister voor Familiezaken en Handicap.